# Palwancha
Palwancha ist eine Stadt im indischen Bundesstaat Telangana.
Die Stadt ist Teil des Distrikts Bhadradri Kothagudem. Palwancha hat den Status einer Municipality. Die Stadt ist in 39 Wards gegliedert. Sie hatte am Stichtag der Volkszählung 2011 80.199 Einwohner, von denen 39.923 Männer und 40.276 Frauen waren. Die Alphabetisierungsrate lag 2011 bei 77,7 % und damit unter dem nationalen Durchschnitt für Städte. Hindus bilden mit einem Anteil von ca. 88 % die Mehrheit der Bevölkerung in der Stadt. Muslime bilden mit einem Anteil von ca. 10 % eine Minderheit.